# 京津同盟会分会
京津同盟会分会，或称“京津同盟会”、“京津同盟会支部”，保定加入后又称“京津保同盟会”、“京津保同盟会分会”或“同盟会京津保支部”，是同盟会在北京、天津、直隶一带的分支组织。

## 背景
北京、天津、直隶一带的同盟会会员原来缺乏相互联系，虽然在保定成立了中国同盟会河北支部，但局面并没有多大改观。革命党人在北京办过如下报纸：《帝国日报》（1909年12月创刊），陆鸿逵创办，宁调元、白逾桓先后任主编；《国风日报》（1911年2月创刊），程家柽、白逾桓创办；《国光新闻》（1911年8月创刊），田桐、景定成主编。
1910年4月2日夜，同盟会员汪精卫、黄复生、罗伟章在载沣上下朝必经的银锭桥（一说甘水桥）下埋放炸弹后被人发现。4月16日，以上三人被捕入狱。1911年11月6日三人被自法部大狱释放出狱。

## 成立
1911年12月1日，刚刚出狱不久的汪精卫等人在天津意租界开会成立同盟会分会，与会者有13人，计有汪精卫、黄复生、李煜瀛、赵铁桥、吕超、黄以镛、易昌辑、杜黄、黄君颀、黄慎仪、袁羽仪、陈宪民、程克等人，众人举汪精卫为会长（支部部长），李煜瀛为副会长，设党务、总务、参谋、军事、财政、文牍、交通、妇女、谍查、暗杀十部。
黄以镛党务部长，孙炳文任宣传部长，白逾桓参谋部长、彭家珍（一说吕超）军事部长、赵铁桥交通部长（一说罗伟章），暗杀部不设部长而是直属于会长、副会长。
据黄以镛回忆得该会会员166人，其中四川籍人士最多，共达83人。此外还有黄以镛未忆及的会员如张竞生、梁漱溟等。
1911年12月20日，该会在天津创刊《民意报》，汪精卫任总编辑，赵铁桥任总发行。

## 起义行动
该会和其他革命团体联合组织了一系列起义。1911年12月18日，耿世昌指挥的任丘起义爆发，占领任丘县，后被镇压，耿世昌等人死亡。
1912年1月2日，滦州的新军宣布独立（又称“第二次滦州起义”），成立北方革命军政府，王金铭为大都督，张建功为副都督，施从云为总司令，白毓昆（雅雨）为参谋长，孙谏声为军务部长（一说为外交部长）。

## 暗杀行动
1912年1月26日，彭家珍在北京将宗社党头目良弼炸成重伤，三天后死去。彭当场牺牲。良弼事件后，许多满族权贵纷纷逃离北京，朝廷上也无人再敢言战，不得不指望袁世凯与南方革命党人谈和。